# 南摩綱紀

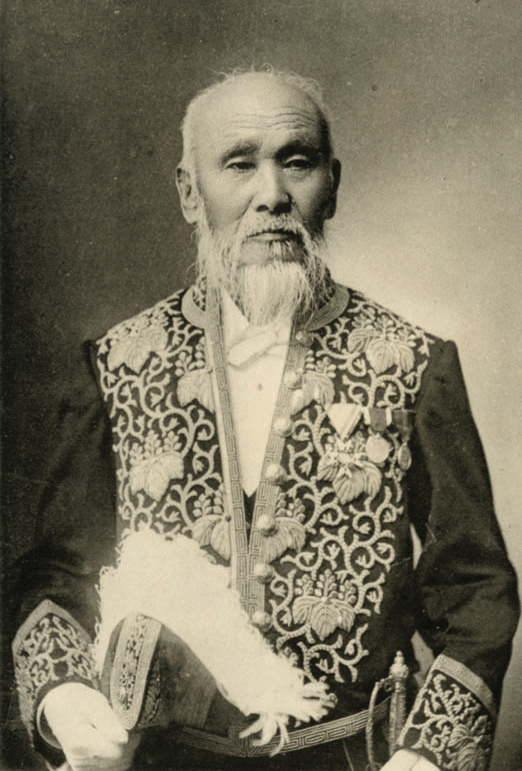
南摩綱紀

南摩 綱紀（なんま つなのり、文政6年11月25日（1823年12月26日） - 明治42年（1909年）4月13日）は、日本の武士（会津藩士）、教育者。通称は八之丞、号は羽峯。

## 生涯

### 江戸時代
南摩家は元下野国南摩城主であった。会津藩においては家禄300石の上級藩士であったが、綱紀は次男で当主ではない。藩校日新館に学び、秋月悌次郎とともに秀才として知られた。昌平坂学問所に留学し、その後洋学も修めている。西国諸国を歴訪し、その見聞を『負笈管見』と題して著す。帰藩後は日新館教授を務め次いで蝦夷地代官として現地に赴任。現地でも藩士子弟の教育にあたり、その中に会津藩出身者として最初の海軍将官となる角田秀松がいた。蝦夷地代官としての手当ては5両3人扶持であった。
幕末には京に設けられた会津藩洋学校の校長として藩士の教育にあたっていたが、鳥羽・伏見の戦いの敗戦により京都守護職を務めた会津藩は江戸に帰還。南摩は藩士数人と大坂に留まり、情報収集にあたっている。会津に帰還後奥羽越列藩同盟の結成に尽力。同盟各藩との連絡、調整に努めていたが敗戦を迎えた。戊辰戦争において南摩家は、綱紀の甥で当主の弥三右衛門が砲兵一番隊小隊頭として討死したほか、弥三右衛門の母(42歳)、娘2人(9歳、4歳)が自刃している。

### 明治時代
越後高田藩で謹慎し赦免後は淀藩に招かれ藩学の責任者となった。次いで京都中学に勤務。この京都時代に会津藩が京都守護職在任中に作成した『会津藩庁記録』を発見している。漢学者として名声があった南摩は明治政府に招聘され、太政官に出仕し次いで東京大学教授、東京高等師範学校教授などを歴任した。宮中講書始において2度進講を行っている。また西村茂樹らと日本弘道会を組織し副会長を務めた。
明治42年（1909年）1月より腎臓萎縮を患い、4月13日に麹町区富士見町（現・千代田区九段南）の自宅で死去。

## 著書
- 『負笈管見』
- 『追遠日録』
- 『内国史略』
- 『改正内国史略』
- 『内地誌略』
- 『環碧楼遺稿』
- 『環碧楼詩鈔』
- 『環碧楼文鈔』

## 関連文献
- 群馬県立女子大学国語国文学会（編）「まぼろしの南摩綱紀撰泊翁西村先生碑銘」『群馬県立女子大学国文学研究』第6巻、群馬県立女子大学国語国文学会、1986年3月、8-29頁。